# حمله انتحاری مرداد ۱۳۹۷ کابل
حمله انتحاری ۲۴ اسد ۱۳۹۷ یا حمله انتحاری اوت ۲۰۱۸ در منطقه دشت برچی، کابل در مرکز آموزشی رخ داد که در نتیجه آن نزدیک به ۵۰ کودک و نوجوان از مردمان هزاره که برای آمادگی کنکور در محل مشغول به تحصیل بودند کشته و بیش از ۶۷ تن دیگر زخمی شدند. این حمله سومین بار از این دسته حملات هست که به مراکز آموزشی هزاره‌ها در غرب کابل می‌شود.

## جزئیات
حمله انتحاری حدود ساعت ۱۶ روز چهارشنبه ۲۴ مرداد/اسد در کلاس درس یک آموزشگاه خصوصی به نام «مهدی موعود» که در منطقه دشت برچی واقع شده است رخ داد. طبق آمار منتشر شده آمار کشته‌های این حمله بیش از ۴۸ تن و آمار زخمی‌های این حمله ۶۷ تن گزارش شده است که اکثریت آنان را نوجوان و کودکان هزاره که برای آمادگی کنکور در این کلاس‌ها شرکت داشته‌اند تشکیل می‌دهد.

## قربانیان
طبق اطلاعات منتشر شده تمامی قربانیان این حمله را کودکان زیر بیست سال بودند که برای آمادگی کنکور در این آموزشگاه حضور داشتند.

### شهدای دانایی
از آنجا که آنان در حین کسب دانش کشته شدند نام شهدای دانایی بر آنان نهاده شد.

## واکنش‌ها
- محمد اشرف غنی رئیس‌جمهور افغانستان ضمن محکوم کردن این حمله دستور به بررسی این حمله تروریستی داد و خواستار رسیدگی به زخمیان و خانواده‌های قربانیان این حمله شد.[۵]
- عبدالله عبدالله رئیس اجرائی کشور این حمله را جنایتکارانه و بزدلانه و حمله بر نهادهای آموزشی و کودکان مظلوم و بی‌گناه، جنایت ضد بشری و غیرقابل بخشش خواند.[۵]
- محمد محقق معاون دوم رئیس اجرائی کشور ضمن محکوم کردن این جنایت، دولت را به ناتوانی در تأمین امنیت شهروندان کشور متهم کرد.[۵]
- حامد کرزی رئیس‌جمهور اسبق افغانستان این حمله را نشانه آشکاری از جنایات ضد بشری دشمنان مردم افغانستان و در تضاد با تمام اصول و موازین انسانی و اسلامی خواند.[۵]

## مسئولیت
طالبان مسئولیت این حمله را بر عهده نگرفت و معمولاً مسئولیت این حملات را گروه تروریستی داعش بر عهده می‌گیرد.